# Biblioteca Reial (Països Baixos)
La Koninklijke Bibliotheek (KB) o Bibliotheca Reial és una institució als Països Baixos que té com a principal missió formar l'adquisició dels fons bibliogràfics impresos en neerlandès o impresos als Països Baixos. Va ser creada el 1798 i va rebre el seu nom actual el 1806 sota el regne de Lluís I d'Holanda.
Una part important de la col·lecció la forma el dipòsit de totes les obres publicades per editors neerlandesos, des de la introducció de la impressió: llibres, revistes, diaris, informes, tesis, còmics, publicacions oficial i cada vegada més publicacions electròniques, tots inventaritzats al catàleg Nederlandse Bibliografie (bibliografia neerlandesa), accessible en línia.
Des del 2013, la KB ha hostatjat un Wikipedian in Residence, que treballa a la biblioteca i a l'arxiu per a augmentar la projecció social de les dades i la perícia de la KB via una web que rep cinc-cents milions de visitants per mes. La KB considera la Viquipèdia com una de les millores eines per a divulguar el coneixement a un màxim de persones. Aquest projecte s'està continuant el 2015.

## Edifici
Del 1819 fins al 1982 era a la «Casa Huguetan» al carrer Lange Voorhout a Den Haag. El 1982 va traslladar-se cap a un edifici modern, prop de l'estació central de la mateixa ciutat en un conjunt on es troben també l'Arxiu Nacional, el Letterkundig Museum (museu de la literatura) i el Kinderboekenmuseum (museu dels llibres juvenils). Comparteix un espai d'exposició amb l'Arxiu Nacional, anomenat De Verdieping van Nederland, un joc de paraules que vol dir «el pis» o «l'aprofundiment» dels Països Baixos» on sempre s'exposen unes peces majors sobre la història del regne.
El conjunt allotja també unes altres institucions científiques:
- Nederlands Muziekinstituut (Nmi)
- Biblionef
- Consortium of European Research Libraries (cerl)
- Institut Huygens d'Història dels Països Baixos (Huygens ING
- International Association of Scientific, Technical, and Medical Publishers
- International Federation of Library Associations and Institutions (IFLA)
- Internet Society Nederland (isoc)
- Ligue des Bibliothèques Européennes de Recherche (Liber)
- Nationale Coalitie Digitale Duurzaamheid (ncdd)
- Stichting Digitaal Erfgoed Nederland (den)
- Europeana
- Stichting Fonds Anny Antoine / Louis Koopman, Den Haag
- Stichting udc Consortium (udcc)
- Willem Frederik Hermans Instituut (wfhi)
- Stichting Bibliotheek.nl (bnl)
- fobid, Netherlands Library Forum
- Open Access Publishing in European Networks (oapen)
- European Bureau of Library, Information and Documentation Associations (eblida)
- International Council for curators of Dutch and Flemish Art (codart)
- European Digital Library (edl)
- Koninklijk Nederlands Historisch Genootschap (knhg)